# Хабатюк Юрій Федорович
Хабатю́к Ю́рій Фе́дорович (14 березня 1940, с. Глинськ, Рівненського району Рівненської області - 14 березня 1985, смт. Мізоч, Рівненського району, Рівненської області) - український поет, літературознавець. 
З 1957 до 1962 року навчався на історико-філологічному факультеті Луцького державного педагогічного інституту ім. Лесі Українки. У 1962—1964 роках служив в армії. З 1965 доо 1980 року працював учителем історії у селищі Мізоч. З 1981 до 1985 року викладав у Рівненському державному педагогічному інституті ім. Д. З. Мануїльського. 
У 1983 році захистив дисертацію кандидата філологічних наук на тему: «Особливості сучасної української поеми (до проблеми традиції і новаторства)», у спеціалізованій раді Інституту літератури ім. Т. Г. Шевченка АН УРСР. Науковий керівник — професор П. К. Волинський.

Використовував у своїй поетичній творчості традиційні форми східної поезії (рубаї, хокку), яким надав нового звучання. На думку кандидата філологічних наук Науменко Н. В., мова Хабатюкових хоку дає підстави твердити, що особлива увага поета була прикута до такої важливої риси японської поезії, як підтекст, виражений фігурами недомовленості за допомогою трикрапки, що зумовлює тривалішу логічну паузу під час читання вірша, внаслідок чого реципієнт може ґрунтовніше обдумати зміст і спроектувати його на власний досвід . Вивчав категорію простору і часу в літературознавстві.

Похований у смт Мізоч Рівненського району, Рівненської області.

## Творчість
- Хабатюк Ю. Ф. Навіть смертю себе народи!: Рубаї. Хоку. Фрагмент поеми. Чотиривірші. Казки. З літературознавчих студій. Записникові начерки / Упоряд. А.Литвинчук. — Рівне: Азалія, 2001. — 155 с.